# Museo IKEA
El Museo IKEA es un museo ubicado en Älmhult, en el sur de Suecia. Presenta la historia del desarrollo de la famosa empresa de muebles sueca IKEA y del fundador Ingvar Kamprad, con productos de diseño, muebles y diseño de interiores de las distintas épocas de la compañía. Abrió al público el 30 de junio de 2016.
El Museo IKEA se encuentra en el mismo edificio donde se inauguró la primera tienda IKEA el 30 de junio de 1958. Reemplazó a IKEA Through the Ages, una exposición más pequeña de 800 m² que mostró 20 ambientes diferentes con muebles y objetos de IKEA. La tienda se mudó a una nueva ubicación en Älmhult en 2012.
Desde ese momento, se comenzó a trabajar para convertir la tienda en un museo, con una fecha de apertura original prevista para 2015. La fachada del edificio diseñado por el arquitecto sueco Claes Knutson fue restaurada para recrear su aspecto original.
El museo tiene una superficie de 3500 m 2 y fue refuncionalizado por el estudio de arquitectura británico Wilkinson Eyre. Muestra una gama completa con aproximadamente 9,500 artículos y 52 salas decoradas. Aquí se encuentra la gama IKEA más grande del mundo, así como un 'invernadero' de 1700 metros cuadrados lleno de plantas y productos de temporada. Se detalla el proceso de diseño de la creación de muebles funcionales, desde la selección de materiales hasta la imaginación de estilos.
Tres grandes áreas presentan la colección: Nuestras raíces, Nuestra historia y Tus historias. El primer sector está dedicado al nacimiento de la marca. Para ello, enseñan cómo era la vida en Småland, la región de Älmhult. La segunda de las áreas es la que se centra en un recorrido por los muebles, diseños, ideas y productos más exitosos. Por último, la tercera de las áreas está dedicada a los visitantes, a los que se les ha pedido que compartan su modo de usar la famosa librería Billy o el sofá Klippan, entre otros éxitos del catálogo. Además pueden realizar actividades interactivas de diseño.
Cuenta con exposiciones temporales anuales. Incluye una tienda de objetos de diseño exclusivo para el museo y una cafetería-restaurante.